# Nikalmal
Nikalmal (ékírással 𒊩𒉌𒆗𒈠𒀠 MUNUSni-gal9/kal-ma-al 𒊩𒉌𒆗𒌋𒌋 MUNUSni-gal9/kal-man, fNikalmāl, fNikalman vagy Mal-Nikal) valószínűleg II. Burnaburias leánya, I. Szuppiluliumasz harmadik felesége. Szuppiluliumasz évkönyvei utalnak arra, hogy babiloni hercegnő, más forrás nem beszél róla.
Nikalmal a gyengélkedő Karadúnias bonyolult politikai manőverei során került a hettita királyi házba. Burnaburias Asszíria függetlenedése miatt került nehéz helyzetbe, ezért leányait elámi és egyiptomi királyokhoz adta feleségül. Mégsem sikerült eredményes asszírellenes ligát létrehoznia, ezért I. Assur-uballit is feleségül vett egy babiloni hercegnőt, majd további biztosítékképpen Asszíria szomszédja, az éppen hatalma csúcspontján álló Hettita Birodalom királya is. Mindemellett – mivel a hettitáknál nem volt szokás a többnejűség – valószínűleg Henti királyné halála adott alkalmat arra, hogy Nikalmal Hattuszaszban királyné legyen.
Szuppiluliumasznak sok gyermeke ismert, de sokukról nem dönthető el, hogy melyik házasságából született. Nikalmal valószínűleg túlélte férjét, és tavannanna címét megtartotta utódai alatt is. II. Murszilisz idejéből származik a CTH#70 számú dokumentum Gasszulavijasszal kapcsolatban, amelyben ismét feltűnik a Mal-Nikal név, aki valószínűleg azonos Szuppiluliumasz özvegyével, Murszilisz mostohaanyjával. Szuppiluliumasz közvetlen utódja, II. Arnuvandasz idejéből csak annyi információ van, hogy egy Mal-Nikal nevű asszony viselte a Nagy Királyné címet, de nem feltétlenül jelenti, hogy a felesége lenne. Arnuvandasznak vagy nem volt felesége, vagy nem vehette fel a Nagy Királyné titulust Nikalmal miatt. Ebből ered az az elmélet, hogy esetleg Amminnaja királyné azonos lehet Nikalmallal.

## Lásd még
- hettita királyok családfája
- hettita királynék listája